# Saint-Martin-de-Lansuscle
Saint-Martin-de-Lansuscle è un comune francese di 170 abitanti situato nel dipartimento della Lozère nella regione dell'Occitania.

## Società

### Evoluzione demografica
Abitanti censiti